# 국태정
국태정(한국 한자: 鞠太正, 1995년 9월 13일 ~ )은 대한민국의 축구선수였다.

## 선수 경력
2017 시즌을 앞두고 전북 현대 모터스에 입단했다. 하지만 리그에서 한 경기도 출전하지 못했다. 결국 1년 만에 팀을 떠나 포항 스틸러스로 이적하였다.
2019 시즌을 앞두고 부천 FC 1995에 임대 이적했다.
2020 시즌부터 부천으로 완전 이적하였다.
2023 시즌을 앞두고 성남 FC로 이적하였다.